# John Pankow
John Pankow (Saint Louis, 28 aprile 1954) è un attore statunitense.

## Biografia
Nato a Saint Louis (Missouri), è figlio di Marion, una casalinga, e Wayne Pankow, un pubblicitario della carta stampata. È il fratello di James Pankow, trombonista e membro fondatore del gruppo musicale Chicago. È cresciuto a Park Ridge, nell'Illinois, dove frequenta la Maine South High School e, per un breve periodo, la Northeastern University.
Nel 1986 sposa Kristine Sutherland da cui ha una figlia: Eleanore.

## Carriera
Pankow inizia la sua carriera in teatro ma ha soprattutto lavorato, fra il 1981 e il 2002, in televisione e sul grande schermo. A partire dal 2004, è ritornato alle sue radici come un attore di teatro, a Broadway, in una rappresentazione del dramma Twelve Angry Men. È conosciuto per l'interpretazione di Ira Buchman nella sitcom Mad About You, trasmessa in Italia con il titolo Innamorati pazzi.

## Filmografia parziale

### Cinema
- Gli eletti (The Chosen), regia di Jeremy Kagan (1981)
- Miriam si sveglia a mezzanotte (The Hunger), regia di Tony Scott (1983)
- Vivere e morire a Los Angeles (To Live and Die in L.A.), regia di William Friedkin (1985)
- Miracolo sull'8ª strada (Batteries Not Included), regia di Matthew Robbins (1987)
- Il segreto del mio successo (The Secret of My Succe$s), regia di Herbert Ross (1987)
- Monkey Shines - Esperimento nel terrore (Monkey Shines - An Experiment in Fear), regia di George A. Romero (1988)
- Talk Radio, regia di Oliver Stone (1988)
- L'ombra del testimone (Mortal Thoughts), regia di Alan Rudolph (1991)
- L'anno del terrore (Year of the Gun), regia di John Frankenheimer (1991)
- Una estranea fra noi (A Stranger Among Us), regia di Sidney Lumet (1992)
- L'oggetto del mio desiderio (The Object of My Affection), regia di Nicholas Hytner (1998)
- L'ultimo sogno (Life as a House), regia di Irwin Winkler (2001)
- Bride Wars - La mia migliore nemica (Bride Wars), regia di Gary Winick (2009)
- Un perfetto gentiluomo (The Extra Man), regia di Shari Springer Berman e Robert Pulcini (2010)
- Il buongiorno del mattino (Morning Glory), regia di Roger Michell (2010)

### Televisione
- The Doctors - serie TV (1981-1982)
- The Days and Nights of Molly Dodd - serie TV (1990-1991)
- Innamorati pazzi (Mad About You) - serie TV (1991-1999)
- Law & Order - I due volti della giustizia (Law & Order) - serie TV, 2 episodi (1992-2008)
- Senza traccia (Without a Trace) - serie TV, episodio 2x11 (2004)
- The Book of Daniel – serie TV, 2 episodi (2006)

## Teatro
- Misura per misura (2001)
- La parola ai giurati (2004)
- The Prime of Miss Jean Brodie (2006)
- Cimbelino (2007)